# Besleria formicaria
Besleria formicaria är en tvåhjärtbladig växtart som beskrevs av Nowicke. Besleria formicaria ingår i släktet Besleria och familjen Gesneriaceae. Inga underarter finns listade i Catalogue of Life.